# Chvalovice (ort i Tjeckien, Södra Mähren)
Chvalovice är en ort i Tjeckien.   Den ligger i distriktet Okres Znojmo och regionen Södra Mähren, i den sydöstra delen av landet, 190 km sydost om huvudstaden Prag. Chvalovice ligger 217 meter över havet och antalet invånare är 441.
Terrängen runt Chvalovice är platt. Runt Chvalovice är det ganska glesbefolkat, med 48 invånare per kvadratkilometer. Närmaste större samhälle är Znojmo, 8,0 km norr om Chvalovice. Trakten runt Chvalovice består till största delen av jordbruksmark.